# Pioneer 0
Pioneer 0 (vorerst unter dem Namen Able 1) war eine Raumsonde der US Air Force und die erste im Rahmen des Pioneer-Programms. Dabei war Pioneer 0 die erste Raumsonde, die eine Umlaufbahn um den Mond als Ziel hatte. Sie war mit einer Fernsehkamera ausgestattet, die die ersten Nahaufnahmen der Mondoberfläche liefern sollte. Außerdem verfügte sie über einen Mikrometeoritendetektor und ein Magnetometer, die Teile der Nutzlast des ersten Internationalen Geophysikalischen Jahres waren. Sie wurde von der Air Force Ballistic Missile Division als erstes Raumfahrzeug des Pioneer-Programms entwickelt und betrieben.
Nur 77 Sekunden nach dem Start am 17. August 1958 explodierte die Thor-Trägerrakete in einer Höhe von 15,2 km, nachdem 73,6 Sekunden nach dem Abheben Probleme mit der Treibstoffversorgung der ersten Stufe auftraten. Der Fehlschlag der Mission sorgte dafür, dass die Sonde nicht wie ursprünglich geplant Pioneer 1 genannt, sondern als Pioneer 0 bezeichnet wurde.

## Konstruktion
Das Raumfahrzeug bestand aus einem dünnen zylindrischen Mittelteil mit einem gedrungenen Kegelstumpf von 16,5 cm Höhe auf jeder Seite. Der Zylinder hatte einen Durchmesser von 74 cm und die Höhe von der Spitze des einen Kegels bis zur Spitze des gegenüberliegenden Kegels betrug 76 cm. Entlang der Achse des Raumfahrzeugs und aus dem Ende des unteren Kegels ragte eine 11 kg schwere Feststoffrakete und ein Raketengehäuse heraus, die den Hauptteil der Struktur des Raumfahrzeugs bildeten. Acht kleine Festtreibstoffraketen mit geringer Schubkraft zur Geschwindigkeitsregulierung waren am Ende des oberen Konus in einer Ringanordnung montiert, die nach Gebrauch abgeworfen werden konnte. Eine magnetische Dipolantenne ragte ebenfalls aus der Spitze des oberen Kegels heraus. Die Hülle bestand aus laminiertem Kunststoff und war mit einem Muster aus dunklen und hellen Streifen lackiert, um die Temperatur zu regulieren.

## Wissenschaftliche Experimente
Das wissenschaftliche Instrumentenpaket hatte eine Masse von 11,3 kg (25 lb) und bestand aus:
- Einem bildabtastenden Infrarot-Fernsehsystem der Naval Ordnance Test Station (NOTS) zur Untersuchung der Mondoberfläche, insbesondere des Teils, der von der Erde aus normalerweise nicht zu sehen ist.[3]

- Einer Membran/Mikrofon-Anordnung zur Erkennung von Mikrometeoriten. Ein Mikrometeorit, der die Membran trifft, würde einen akustischen Impuls erzeugen, der durch die Membran zum Mikrofon übertragen würde. Das Mikrofon enthielt einen piezoelektrischen Kristall, der unter dem Einfluss des Schallimpulses mit 100 kc schwang. Ein Bandpass-Verstärker würde das Signal verstärken, so dass es detektiert werden könnte[3].

- Einem Suchspulen-Magnetometer mit nichtlinearem Verstärker zur Messung des Magnetfelds der Erde, des Mondes und des interplanetaren Raumes. Zu dieser Zeit war nicht bekannt, ob der Mond ein Magnetfeld hat oder nicht.[3]

- Zwei Temperatursensoren.[4]

Das Raumschiff wurde mit Nickel-Cadmium-Batterien für die Zündung der Raketen, Silberzellenbatterien für das Fernsehsystem und Quecksilberbatterien für die übrigen Schaltkreise betrieben. Die Funkübertragung erfolgte auf 108,06 MHz, einer Standardfrequenz für Satelliten im Internationalen Geophysikalischen Jahr über eine elektrische Dipolantenne für Telemetrie- und Dopplerinformationen und eine magnetische Dipolantenne für das Fernsehsystem. Die Bodenbefehle wurden über die elektrische Dipolantenne bei 115 MHz empfangen. Das Raumfahrzeug sollte mit 1,8 Umdrehungen pro Sekunde drehungsstabilisiert werden, wobei die Drehrichtung ungefähr senkrecht zu den geomagnetischen Meridianen der Flugbahn verlief.

## Ablauf der Mission
Pioneer 0 wurde am 17. August 1958 um 12:18:00 GMT von der Air Force Ballistic Missile Division mit der Thor-Rakete Nr. 127 gestartet, nur 4 Minuten nach der geplanten Startzeit. Sie wurde durch eine Explosion der ersten Stufe des Thor-Boosters 73,6 Sekunden nach dem Abheben in 15,2 km Höhe, 16 km unterhalb des Atlantiks, zerstört. Als Ursache für das Versagen wurde ein sich lösendes Lager der Turbopumpe  vermutet, wodurch die Flüssigsauerstoffpumpe zum Stillstand kam. Durch den abrupten Schubverlust verlor die Thor die Lageregelung und neigte sich nach unten, wodurch der Tank mit flüssigem Sauerstoff aufgrund der aerodynamischen Belastung zerbrach und die Trägerrakete vollständig zerstört wurde. Von der Nutzlast und den Oberstufen wurden 123 Sekunden lang nach der Explosion unregelmäßige Telemetriesignale empfangen, und die Oberstufen wurden bis zum Aufprall im Meer verfolgt. Der ursprüngliche Plan sah vor, dass die Sonde 2,6 Tage lang zum Mond reisen sollte, um dann mit einem TX-8-6-Festtreibstoffmotor in eine 29.000 km lange Mondumlaufbahn gebracht zu werden. Beamte der Air Force erklärten, dass sie über das Scheitern nicht überrascht waren, und fügten hinzu, dass es „ein größerer Schock gewesen wäre, wenn die Mission erfolgreich gewesen wäre.“ Es war die einzige Mission im Rahmen des Projekts Able-1 Probes (USAF), die vollständig von der Air Force Ballistic Missile Division geleitet wurde, da die nachfolgenden Missionen von der NASA durchgeführt wurden.